# Conus zandbergeni
Conus zandbergeni is een in zee levende slakkensoort uit het geslacht Conus. De slak behoort tot de familie Conidae. Conus zandbergeni werd in 2010 beschreven door Filmer & Moolenbeek. Net zoals alle soorten binnen het geslacht Conus zijn deze slakken roofzuchtig en giftig. Zij bezitten een harpoenachtige structuur waarmee ze hun prooi kunnen steken en verlammen.